# Geoff Smith
Geoff Arthur Smith (né le 7 mars 1969 à Edmonton dans la province d'Alberta au Canada) est un joueur professionnel canadien de hockey sur glace. Il évoluait au poste de défenseur.

## Biographie
Choisi au troisième tour (63e position) par les Oilers d'Edmonton lors du repêchage d'entrée dans la LNH 1987, il rejoint les Fighting Sioux de l'Université du Dakota du Nord. Il quitte l'université durant la saison 1988-1989 et s'aligne pour les Blazers de Kamloops dans LHOu.
Il joue sa première saison professionnelle en 1989-1990 avec les Oilers dans la LNH et est nommé dans l'équipe des recrues de la ligue. De plus, il remporte la Coupe Stanley avec l'équipe. En décembre 1993, il est échangé aux Panthers de la Floride contre deux choix de repêchage. En 1997, il signe comme agent libre avec les Rangers de New York, mais il ne parvient pas à être dans l'alignement régulier de l'équipe et se retrouve plutôt dans les ligues mineures. Il se retire après la saison 1998-1999.

## Statistiques

### En club
| Saison     | Équipe                       | Ligue      |     | Saison régulière | Saison régulière | Saison régulière | Saison régulière | Saison régulière |   | Séries éliminatoires | Séries éliminatoires | Séries éliminatoires | Séries éliminatoires | Séries éliminatoires |
| Saison     | Équipe                       | Ligue      | PJ  | B                | A                | Pts              | Pun              | PJ               | B | A                    | Pts                  | Pun                  |                      |                      |
| 1986-1987  | Saints de St. Albert         | AJHL       | 57  | 7                | 28               | 35               | 101              | -                | - | -                    | -                    | -                    |                      |                      |
| 1987-1988  | Université du Dakota du Nord | WCHA       | 42  | 4                | 12               | 16               | 34               | -                | - | -                    | -                    | -                    |                      |                      |
| 1988-1989  | Université du Dakota du Nord | WCHA       | 9   | 0                | 1                | 1                | 14               | -                | - | -                    | -                    | -                    |                      |                      |
| 1988-1989  | Blazers de Kamloops          | LHOu       | 32  | 4                | 31               | 35               | 29               | 6                | 1 | 3                    | 4                    | 12                   |                      |                      |
| 1989-1990  | Oilers d'Edmonton            | LNH        | 74  | 4                | 11               | 15               | 52               | 3                | 0 | 0                    | 0                    | 0                    |                      |                      |
| 1990-1991  | Oilers d'Edmonton            | LNH        | 59  | 1                | 12               | 13               | 55               | 4                | 0 | 0                    | 0                    | 0                    |                      |                      |
| 1991-1992  | Oilers d'Edmonton            | LNH        | 74  | 2                | 16               | 18               | 43               | 5                | 0 | 1                    | 1                    | 6                    |                      |                      |
| 1992-1993  | Oilers d'Edmonton            | LNH        | 78  | 4                | 14               | 18               | 30               | -                | - | -                    | -                    | -                    |                      |                      |
| 1993-1994  | Oilers d'Edmonton            | LNH        | 21  | 0                | 3                | 3                | 12               | -                | - | -                    | -                    | -                    |                      |                      |
| 1993-1994  | Panthers de la Floride       | LNH        | 56  | 1                | 5                | 6                | 38               | -                | - | -                    | -                    | -                    |                      |                      |
| 1994-1995  | Panthers de la Floride       | LNH        | 47  | 2                | 4                | 6                | 22               | -                | - | -                    | -                    | -                    |                      |                      |
| 1995-1996  | Panthers de la Floride       | LNH        | 31  | 3                | 7                | 10               | 20               | 1                | 0 | 0                    | 0                    | 2                    |                      |                      |
| 1996-1997  | Panthers de la Floride       | LNH        | 3   | 0                | 0                | 0                | 2                | -                | - | -                    | -                    | -                    |                      |                      |
| 1996-1997  | Monarchs de la Caroline      | LAH        | 27  | 3                | 4                | 7                | 20               | -                | - | -                    | -                    | -                    |                      |                      |
| 1997-1998  | Wolf Pack de Hartford        | LAH        | 59  | 1                | 12               | 13               | 34               | -                | - | -                    | -                    | -                    |                      |                      |
| 1997-1998  | Rangers de New York          | LNH        | 15  | 1                | 1                | 2                | 6                | -                | - | -                    | -                    | -                    |                      |                      |
| 1998-1999  | Rangers de New York          | LNH        | 4   | 0                | 0                | 0                | 2                | -                | - | -                    | -                    | -                    |                      |                      |
| 1998-1999  | Wolf Pack de Hartford        | LAH        | 9   | 1                | 4                | 5                | 10               | -                | - | -                    | -                    | -                    |                      |                      |
| 1998-1999  | Cyclones de Cincinnati       | LIH        | 31  | 3                | 3                | 6                | 20               | -                | - | -                    | -                    | -                    |                      |                      |
| 1998-1999  | IceCats de Worcester         | LAH        | 25  | 1                | 3                | 4                | 16               | 4                | 0 | 0                    | 0                    | 4                    |                      |                      |
| Totaux LNH | Totaux LNH                   | Totaux LNH | 462 | 18               | 73               | 91               | 282              | 13               | 0 | 1                    | 1                    | 8                    |                      |                      |

### En équipe nationale
| Année | Équipe     | Compétition                 |   | PJ | B | A | Pts | Pun      |  | Résultat |
| 1989  | Canada U20 | Championnat du monde junior | 7 | 0  | 1 | 1 | 4   | 4e place |  |          |
| 1993  | Canada     | Championnat du monde        | 8 | 0  | 0 | 0 | 4   | 4e place |  |          |

## Trophées et honneurs personnels
- 1989-1990 :
  - champion de la Coupe Stanley avec les Oilers d'Edmonton.
  - nommé dans l'équipe des recrues de la LNH.